# Лабуково
Лабуково је насеље у Србији у општини Сврљиг у Нишавском округу. Према попису из 2022. било је 19 становника (према попису из 2002. било је 122 становника).

## Демографија
У насељу Лабуково живи 19 пунолетна становника, а просечна старост становништва износи 74,5 година (69,6 код мушкараца и 79,5 код жена). У насељу има 12 домаћинстава, а просечан број чланова по домаћинству је 1,58.
Ово насеље је великим делом насељено Србима (према попису из 2002. године), а у последња три пописа, примећен је пад у броју становника.
|  |

| Демографија | Демографија | Демографија |
| Година      | Становника  | Становника  |
| ----------- | ----------- | ----------- |
| 1948.       | 744         |             |
| 1953.       | 694         |             |
| 1961.       | 616         |             |
| 1971.       | 469         |             |
| 1981.       | 318         |             |
| 1991.       | 198         | 198         |
| 2002.       | 70          | 122         |
| 2011.       | 40          |             |
| 2022.       | 19          |             |

| Етнички састав према попису из 2002.‍ | Етнички састав према попису из 2002.‍ | Етнички састав према попису из 2002.‍ | Етнички састав према попису из 2002.‍ | Етнички састав према попису из 2002.‍ |
| ------------------------------------ | ------------------------------------ | ------------------------------------ | ------------------------------------ | ------------------------------------ |
|                                      |                                      |                                      |                                      |                                      |
| Срби                                 | Срби                                 |                                      | 120                                  | 98,36%                               |
| Југословени                          | Југословени                          |                                      | 2                                    | 1,63%                                |
| непознато                            | непознато                            |                                      | 0                                    | 0,0%                                 |

| Година пописа     | 1948. | 1953. | 1961. | 1971. | 1981. | 1991. | 2002. |
| ----------------- | ----- | ----- | ----- | ----- | ----- | ----- | ----- |
| Број домаћинстава | 127   | 132   | 122   | 111   | 103   | 81    | 65    |

| Број чланова      | 1  | 2  | 3  | 4 | 5 | 6 | 7 | 8 | 9 | 10 и више | Просек |
| ----------------- | -- | -- | -- | - | - | - | - | - | - | --------- | ------ |
| Број домаћинстава | 20 | 34 | 10 | 1 | 0 | 0 | 0 | 0 | 0 | 0         | 1,88   |

| Пол    | Укупно | Неожењен/Неудата | Ожењен/Удата | Удовац/Удовица | Разведен/Разведена | Непознато |
| ------ | ------ | ---------------- | ------------ | -------------- | ------------------ | --------- |
| Мушки  | 58     | 6                | 42           | 9              | 0                  | 1         |
| Женски | 64     | 2                | 42           | 16             | 3                  | 1         |
| УКУПНО | 122    | 8                | 84           | 25             | 3                  | 2         |

| Пол    | Укупно                    | Пољопривреда, лов и шумарство | Рибарство                            | Вађење руде и камена | Прерађивачка индустрија       |
| ------ | ------------------------- | ----------------------------- | ------------------------------------ | -------------------- | ----------------------------- |
| Мушки  | 52                        | 47                            | 0                                    | 0                    | 1                             |
| Женски | 57                        | 57                            | 0                                    | 0                    | 0                             |
| УКУПНО | 109                       | 104                           | 0                                    | 0                    | 1                             |
| Пол    | Производња и снабдевање   | Грађевинарство                | Трговина                             | Хотели и ресторани   | Саобраћај, складиштење и везе |
| Мушки  | 0                         | 1                             | 0                                    | 0                    | 3                             |
| Женски | 0                         | 0                             | 0                                    | 0                    | 0                             |
| УКУПНО | 0                         | 1                             | 0                                    | 0                    | 3                             |
| Пол    | Финансијско посредовање   | Некретнине                    | Државна управа и одбрана             | Образовање           | Здравствени и социјални рад   |
| Мушки  | 0                         | 0                             | 0                                    | 0                    | 0                             |
| Женски | 0                         | 0                             | 0                                    | 0                    | 0                             |
| УКУПНО | 0                         | 0                             | 0                                    | 0                    | 0                             |
| Пол    | Остале услужне активности | Приватна домаћинства          | Екстериторијалне организације и тела | Непознато            | Непознато                     |
| Мушки  | 0                         | 0                             | 0                                    | 0                    | 0                             |
| Женски | 0                         | 0                             | 0                                    | 0                    | 0                             |
| УКУПНО | 0                         | 0                             | 0                                    | 0                    | 0                             |